# Carioca (álbum)
| Críticas profissionais            | Críticas profissionais |
| Avaliações da crítica             | Avaliações da crítica  |
| Fonte                             | Avaliação              |
| --------------------------------- | ---------------------- |
| Allmusic                          | [ 1 ]                  |
| The Encyclopedia of Popular Music | [ 2 ]                  |

Carioca é um disco do músico brasileiro Chico Buarque, lançado em 6 de maio de 2006.
O nome do álbum é devido ao apelido recebido pelo cantor quando veio morar em São Paulo, na década de 50.
Foi a primeira produção independente de Chico, gravado pela Biscoito Fino. Além do CD, também foi possível a comercialização junto com o DVD "Desconstrução", que possui cenas dos bastidores.
Das doze canções do disco, nove são inéditas. O CD contém duas músicas que fazem parte de trilha sonora do cinema: "Sempre", presente em O Maior Amor do Mundo, de Cacá Diegues; e "Porque Era Ela, Porque Era Eu", presente em A Máquina, de João Falcão.
O álbum teve tiragem inicial de 40 mil cópias, e atingiu mais de 100 mil cópias vendidas no Brasil, em fevereiro de 2007.

## Faixas
Todas as faixas foram compostas por Chico Buarque, exceto onde indicado. Fonte:
| N.º | Título                                            | Compositor(es)                     | Duração |  |
| 1.  | "Subúrbio"                                        |                                    | 3:22    |  |
| 2.  | "Outros Sonhos"                                   |                                    | 3:11    |  |
| 3.  | "Ode aos Ratos"                                   | Edu Lobo, Chico Buarque            | 3:09    |  |
| 4.  | "Dura na Queda"                                   |                                    | 4:06    |  |
| 5.  | "Porque Era Ela, Porque Era Eu"                   |                                    | 2:27    |  |
| 6.  | "As Atrizes"                                      |                                    | 3:31    |  |
| 7.  | "Ela Faz Cinema"                                  |                                    | 3:21    |  |
| 8.  | "Bolero Blues"                                    | Jorge Helder, Chico Buarque        | 2:29    |  |
| 9.  | "Renata Maria"                                    | Ivan Lins, Chico Buarque           | 3:37    |  |
| 10. | "Leve"                                            | Carlinhos Vergueiro, Chico Buarque | 3:05    |  |
| 11. | "Sempre"                                          |                                    | 2:32    |  |
| 12. | "Imagina" (Participação especial: Mônica Salmaso) | Tom Jobim, Chico Buarque           | 1:58    |  |